# 夜の会議
夜の会議（よるのかいぎ、古希: νυκτερινὸς σύλλογος、英: nocturnal council）とは、プラトンが最後の対話篇である『法律』の末尾で提示した、哲人王に代わる国制・法律の保全策としての機構。夜間会議（やかんかいぎ）とも。
『法律』10巻の908Aと909Aで初めて言及され、最終巻である12巻の951D-952D、及び961A以降で詳細にその内容が述べられる。

## 名称
名称に関わる時間帯についての記述は、10巻の908Aと909A、12巻の951D、961B、962C、968Aの計6箇所にあり、951Dと961Bで「早朝・夜明け前（ὄρθρος）」と言及される以外は、全て単に「夜（に/の）」と言及されている。
そこで岩波書店の「プラトン全集」やその文庫版（岩波文庫）などでは、951D・961Bの記述を基に、「夜明け前」という表現に翻訳を統一し、「夜明け前の会議」という呼称を用いている。

## 構成員と資格
『法律』12巻（951D-E, 961A-B）において、「夜の会議」の構成員は以下のように説明される。
- 護法官の中の最年長者10名
- 監査官 (神官) 全員
- (教育監全員 (※951D-Eにおける記述のみ))
- 外国視察員の内、他の会員による審査で認定された者
- 各会員がそれぞれ1人同伴できる、事前に他の会員の承認を得た、30歳以上の適格な若者

また彼らは、『国家』における「哲人王」と同じく、幾何学・天文学を含む数学諸学科などの予備学を修めた上で、雑多なものから一なる形相（イデア）を導き出していく能力を養われ、また、諸天体が神々の「最善の魂」の知性（ヌース）によって動かされていることを理解して「敬神」の心を持ちつつ、国制・法律の目的である徳・善を追求・護持していける者であることが求められる。

彼らは、公私の用事から解放される夜（早朝・夜明け前）に会議を持つので、これを「夜の会議」と呼ぶ。そして、この会議が国家全体の「錨」（いかり）として投じられていれば、それが必要な条件を満たしている限りは、国制・法律を安全に保ってくれると述べられる。